# Lins Challenger 1989
Il Lins Challenger 1989 è stato un torneo di tennis facente parte della categoria ATP Challenger Series nell'ambito dell'ATP Challenger Series 1989. Il torneo si è giocato a Lins in Brasile dal 31 luglio al 6 agosto 1989 su campi in terra rossa.

## Vincitori

### Singolare
Jaime Oncins ha battuto in finale  Fernando Roese con il punteggio di 1–6, 6–0, 6–3

### Doppio
David Macpherson /  Gerardo Mirad hanno battuto in finale  João Cunha e Silva /  Ivan Kley con il punteggio di 2–6, 6–3, 6–2